# 알료나 아르자마스카야
알료나 아르자마스카야(러시아어: Алёна Арзамасская, 에르자어: Олёна Эрзямассонь, 생년 미상 ~ 1670년)는 17세기 러시아의 반군 여전사로, 1670년 스테판 라진의 난에 종군해 싸웠다. 아르자마스의 농민 집안 출신으로, 수녀가 되었다가 스테판 라진 휘하의 에르자인들을 지휘하는 여성 아타만이 되었다. 마찬가지로 화형당한 잔 다르크에 빗대어 러시아의 잔 다르크라고도 불리지만, 왕을 위해 싸우다 죽은 잔과 달리 알료나는 차르의 권력에 도전하다 죽었다.